# Vanilla ruiziana
Vanilla ruiziana är en orkidéart som beskrevs av Johann Friedrich Klotzsch. Vanilla ruiziana ingår i släktet Vanilla och familjen orkidéer. Inga underarter finns listade i Catalogue of Life.